# 2,4,5-三甲氧基苯丙酮
2,4,5-三甲氧基苯丙酮是一种有机化合物，分子式C12H16O4，是合成α-细辛脑的前体，存在于大叶马蹄香（Asarum maximum）
等植物中。